# Union féministe égyptienne
L'Union féministe égyptienne était une organisation féministe égyptienne nationaliste et laïque fondée par Huda Sharawi en 1923.

## Historique
Cette organisation est fondée par Huda Sharawi en 1923.
Dotée d'un sens du symbole et d'une certaine habileté à médiatiser ses positions, Huda Sharawi enlève son voile à la descente d'un train en gare du Caire en 1923, sous les applaudissements des femmes venues l'accueillir. L'Union édite une revue bimensuelle en langue arabe, L'Égyptienne, à partir de 1925,,, et à partir de 1937 la revue el-Masreyyah (La Femme égyptienne). Elle participe aussi à des congrès internationaux sur les droits des femmes et devient membre de l'Alliance internationale pour le suffrage des femmes. 
Elle organise des campagnes pour la scolarisation obligatoire des filles, pour l'ouverture de l'université aux femmes, et pour une réforme du droit de la famille, mais cette dernière échoue. 
En février 1951, Doria Shafik réussit à réunir secrètement 1500 femmes des deux principaux mouvements féministes d'Égypte (l'Union féministe égyptienne féministe et Bint Al-Nil). Elle organise une manifestation qui contraint le Parlement égyptien à interrompre ses travaux pendant quatre heures ; leurs revendications portent principalement sur les droits socio-économiques des femmes. Mufidah Abdul Rahman est choisie pour défendre Doria Shafik, poursuivie en justice. L'audience du procès est finalement ajournée indéfiniment,.
Huda Sharawi préside cette union féministe jusque sa mort en 1947. Suhayr al-Qalamawi en est plus tard la présidente.